# Endoesqueleto

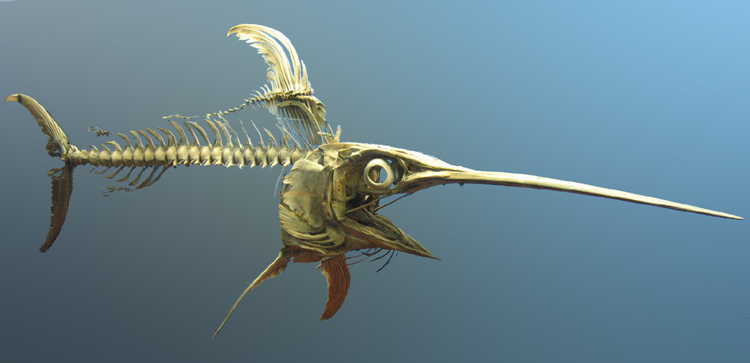
Endoesqueleto de un pez espada.

El endoesqueleto o esqueleto interno es una estructura interna de soporte de un animal. En tres filos y una subclase de animales, se pueden encontrar endoesqueletos de complejidades muy distintas: Chordata, Echinodermata, Porifera y Coleoidea. 
El endoesqueleto puede ser óseo o cartilaginoso; permite al cuerpo moverse, además de tener la función de dar forma al animal, permite la fijación de músculos, tendones y protege el sistema nervioso. En los vertebrados superiores, también protege la mayoría de los órganos vitales.
El verdadero endoesqueleto deriva del tejido del mesodermo, y es característico de los equinodermos y cordados. Los de filo porífera consisten en espículas microscópicas de calcita o silicio o también consistir en una red de espongina. Por su parte los Coleoidea no tienen lo que se puede considerar un verdadero endoesqueleto; consiste más bien en un exoesqueleto de un molusco que evolucionó en estructuras internas, siendo la concha de la sepia un claro ejemplo. Tienen tejido cartilaginoso en su cuerpo, no mineralizado, especialmente en la cabeza, formando lo que parece ser un primitivo cráneo.